# Ева и Адам (сериал)
«Ева и Адам» (швед. Eva och Adam) — шведский мелодраматический телесериал, снятый под руководством Катти Эдфельдт в 1999—2000 года. Телесериал состоит из 2 сезонов, в каждом из которых по 8 серий. Первый сезон приходится на 1999 год, второй сезон — на 2000 год.

## Сюжет
Одиннадцатилетний Адам переходит учиться в новую школу, где он никого не знает. Сначала он думает, что ему не удастся ни с кем подружиться. Однако уже совсем скоро в классе он знакомится с Александром, и ребята становятся, наверное, самыми закадычными друзьями во всей школе. Также Адам знакомится с Анникой, а затем и с её подругой Евой. Со временем Адам чувствует, что влюблён в Еву, которая, как выясняется совсем скоро, имеет подобные чувства к Адаму. Это добрый, семейный сериал о дружбе, любви и о тех озорных годах, которые каждый переживает в детстве.

## В ролях
- Эллен Фьестад — Ева Стрёмдаль
- Карл-Роберт Хольмер-Корелль — Адам Кесловский
- Эрик Юханссон — Торбьорн Стрёмдаль
- Ульрика Бергман — Анника
- Пабло Мартинес — Александр
- Анки Ларссон — мама Евы
- Дуглас Юханссон — папа Евы
- Мария аф Мальмборг — мама Адама
- Понтус Густафссон — папа Адама
- Ребекка Лильеберг — Фрида
- Лейф Андре — театральный учитель
- Туве Эдфельдт — девочка в актерской группе Евы
- Эльвин Нюстрём — Макс Стрёмдаль
- Стефан Сундстрём — преподаватель музыки
- Уоллис Гран — классный руководитель
- Джим Рамель Кьелльгрен — Йонте